# Ewa Przeszło
Ewa Aleksandra Przeszło – polska prawnik, doktor habilitowany nauk prawnych, nauczyciel akademicki na Wydziale Prawa i Administracji Uniwersytetu Śląskiego, specjalistka w zakresie prawa gospodarczego i handlowego, publicznego prawa gospodarczego, prawa zamówień publicznych.

## Życiorys
W 1990 ukończyła studia na kierunku prawo na Wydziale Prawa i Administracji UŚl, gdzie w 2000 na podstawie napisanej pod kierunkiem Jana Grabowskiego rozprawy pt. Reguły konkurencji w zamówieniach publicznych. Zagadnienia prawne uzyskała stopień naukowy doktora nauk prawnych w zakresie prawa, specjalność: prawo gospodarcze, prawo publiczne. W 2014 Rada Wydziału Prawa i Administracji UŚl nadała jej na podstawie dorobku naukowego oraz rozprawy pt. Kontrola udzielania zamówień publicznych stopień naukowy doktora habilitowanego nauk prawnych w zakresie prawa.
Została adiunktem w Katedrze Publicznego Prawa Gospodarczego Wydziału Prawa i Administracji UŚl oraz nauczycielem akademicki Górnośląskiej Wyższej Szkoły Handlowej im. Wojciecha Korfantego w Katowicach.